# جوش دوغان
جوش دوغان (بالإنجليزية: Josh Dugan)‏ هو لاعب دوري الرغبي أسترالي، ولد في 10 مايو 1990 في Tuggeranong ‏ في أستراليا.

## روابط خارجية
- جوش دوغان على موقع ItsRugby.co.uk (الإنجليزية)